# 全国部落解放青年同盟
全国部落解放青年同盟（ぜんこくぶらくかいほうせいねんどうめい）は、革命的労働者協会（社会党社青同解放派）の下部組織として活動していた部落解放運動団体。主に奈良県を中心に活動を展開していた。機関誌として『戦民』がある。